# Benedetto Ala
Benedetto Ala est un prélat catholique romain mort le 27 avril 1620, archevêque d'Urbino de 1610 jusqu'à sa mort. 

## Carrière apostolique
Benedetto Ala est originaire de Crémone, en Italie. Le 5 mai 1610, il est nommé archevêque d'Urbino sur décision du pape Paul V, et il occupe cette fonction jusqu'à sa mort le 27 avril 1620.   